# Spanische Badmintonmeisterschaft 1985
Die Spanische Badmintonmeisterschaft 1985 fand in Salamanca statt. Es war die vierte Austragung der nationalen Titelkämpfe von Spanien im Badminton.

## Titelträger
| Disziplin    | Sieger                               |
| ------------ | ------------------------------------ |
| Herreneinzel | José Luis Carballido                 |
| Dameneinzel  | Margarita Miguelez                   |
| Herrendoppel | Pedro V. Blach Enrique Lago          |
| Damendoppel  | Loli Alonso María Jesús Rodríguez    |
| Mixed        | Pedro V. Blach María Jesús Rodríguez |